# Karola Voß
Karola Voß (* 1963 in Ahaus) ist eine deutsche Kommunalpolitikerin (parteilos) und seit 2015 hauptamtliche Bürgermeisterin der Stadt Ahaus im Kreis Borken.

## Leben und Werdegang
Nach der Schulzeit in Heek und Ahaus begann Voß 1979 die Ausbildung zum mittleren Dienst bei der Kreisverwaltung Borken, die 1981 mit der Prüfung am Westfälischen Studieninstitut für kommunale Verwaltung in Münster abschloss. Von 1981 bis 1983 erwarb sie berufsbegleitend die Fachhochschulreife. Von 2007 bis 2008 machte sie einen Aufstieg in den gehobenen nichttechnischen Dienst beim Westfälisch-Märkischen Studieninstitut für kommunale Verwaltung in Dortmund.
Sie war während ihrer Dienstzeit bis 2012 beim Kreis Borken in verschiedenen Ämtern eingesetzt. Nach ihrem Wechsel zur Stadtverwaltung Borken war sie dort Leiterin des Rechnungsprüfungsamtes.
Mit 67,5 % wurde Voß bei der Stichwahl zur Kommunalwahl 2015 am 27. September 2015 zur Bürgermeisterin von Ahaus gewählt. Bei der Kommunalwahl am 13. September 2020 wurde Voß mit 77,4 % der Stimmen wiedergewählt. 
Voß ist verheiratet, hat zwei Kinder und ist seit 2018 Großmutter. Sie wohnt mit ihrer Familie in der Bauerschaft Quantwick des Ortsteils Wüllen.